# Schwebebahnstation Ohligsmühle/Stadthalle
| Ohligsmühle/Stadthalle | Ohligsmühle/Stadthalle        |
| ---------------------- | ----------------------------- |
|                        |                               |
| Errichtung:            | 1898                          |
| Eröffnung:             | 1901                          |
| Zerstörung:            | Juni 1943                     |
| Demontage:             | 1954                          |
| Eröffnung des Neubaus: | 4. September 1982             |
| Letzte Renovierung:    | November 2003                 |
| Stadtteil:             | Elberfeld                     |
| Lage:                  | Wasserstrecke/Zwischenstation |
| Anschrift:             | Ohligsmühle 10                |
| Stationsnummer:        | 10                            |
| Streckenkilometer:     | 6,5                           |
| Stützen:               | 234–235 237–238 bis 1943      |
| Ehemaliger Name:       | Alexanderbrücke               |

Die Schwebebahnstation Ohligsmühle/Stadthalle ist eine Haltestelle der Wuppertaler Schwebebahn im Stadtteil Elberfeld. Sie erschließt den Westen des Elberfelder Zentrums und ist nach der gleichnamigen Ortslage Ohligsmühle sowie der Stadthalle benannt. Sie war während der Umbauarbeiten am Döppersberg von 2014 bis 2018 zentrale Haltestelle Elberfelds, da sie den während dieser Zeit geschlossenen ZOB am Hauptbahnhof ersetzte.

## Lage
Die Schwebebahnstation befindet sich im Westen des Elberfelder Zentrums nahe der Ortslage Ohligsmühle. In der nahegelegenen Kasinostraße schließen die Fußgängerzone und das Luisenviertel an. Des Weiteren erreicht man über eine Fußgängerbrücke über die Bundesallee die Stadthalle und die Schwimmoper.
| Linie | Verlauf | Takt    |
| ----- | --- | ------- |
| 60    | Vohwinkel Schwebebahn – Bruch – Hammerstein – Sonnborner Straße – Zoo/Stadion – Varresbecker Straße – Westende – Pestalozzistraße – Robert-Daum-Platz – Ohligsmühle/Stadthalle – Hauptbahnhof – Kluse – Landgericht – Völklinger Straße – Loher Brücke – Adlerbrücke – Alter Markt – Werther Brücke – Wupperfeld – Oberbarmen Bf | 3–5 min |

## Geschichte

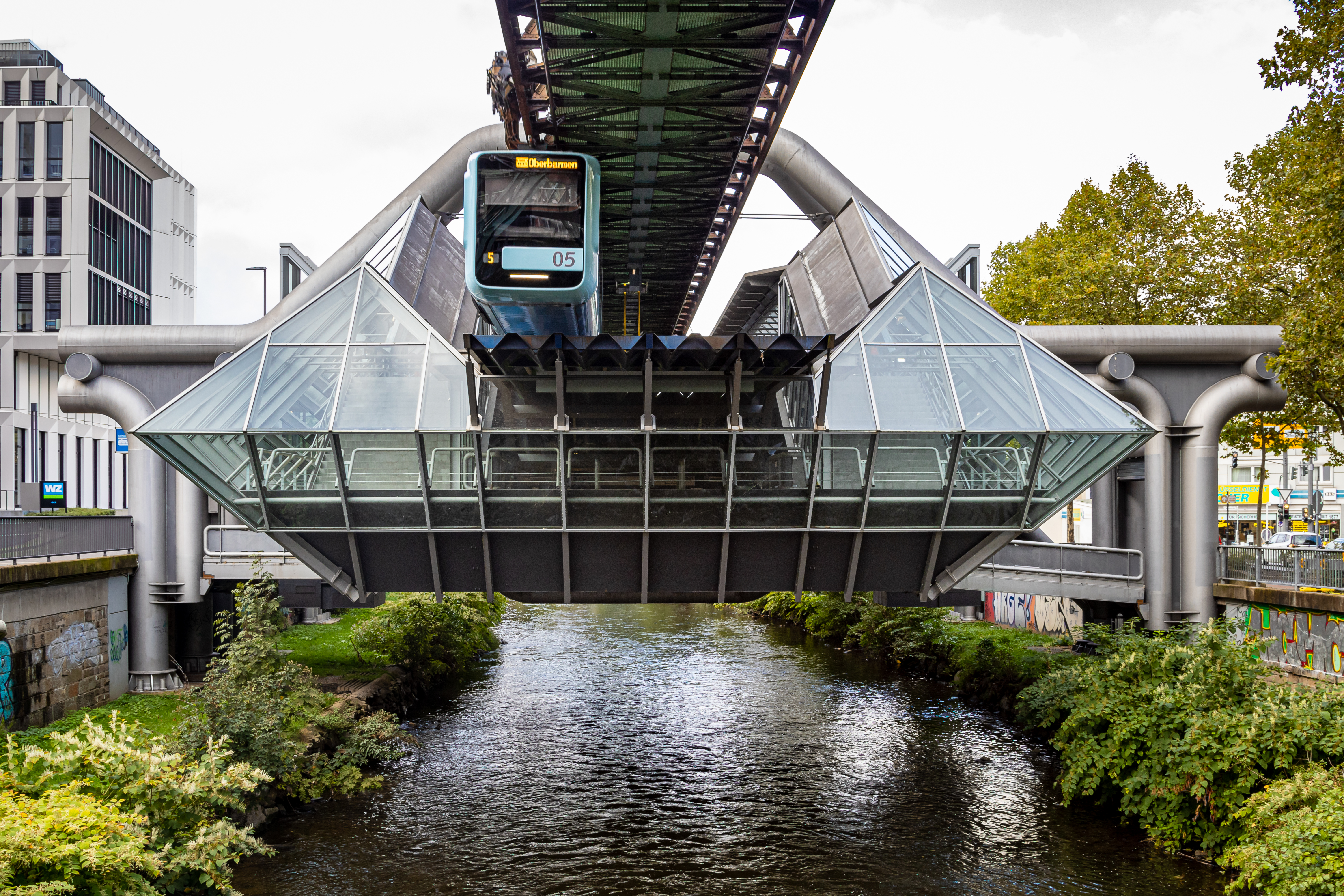
Frontalansicht, Stand 2019

Die Station wurde im Jahr 1898 östlich der Alexanderbrücke errichtet und trug ursprünglich den Namen Alexanderbrücke. Sie gehörte zum ersten Teilstück der Schwebebahn, welches am 1. März 1901 eröffnet wurde. Nachdem die Station im Zweiten Weltkrieg ausbrannte, wurde sie, wie die Station Kluse, nicht wieder aufgebaut, da das Elberfelder Zentrum schon hinreichend gut durch die Straßenbahn erschlossen war, sodass durch den Wegfall der Station die Schwebebahn beschleunigt werden konnte.
Da schon in den 1970er Jahren die Stilllegung der Straßenbahn geplant war, wurde ein Neubau der Station in Angriff genommen. Die schon im Jahr 1974 von dem Architekturbüro Rathke entworfene Station Ohligsmühle wurde westlich der Alexanderbrücke am 4. September 1982 eröffnet. Die Station hob sich damals durch ihre moderne Gestaltung deutlich von den übrigen Stationen ab. Dabei wurden selbstreinigende Fenster verbaut, welche jedoch durch die Sonneneinstrahlung stumpf wurden, sodass diese im Zuge der Sanierung im Jahr 2003 ausgetauscht wurden. Außerdem wurden die Rolltreppen entfernt und durch je einen Aufzug pro Bahnsteig ersetzt.

## Buslinien 2014–2017
Die ein Stück abseits der Schwebebahnstation gelegene Bushaltestelle Ohligsmühle (Hbf) ersetzte während der Umbauarbeiten am Döppersberg von Juli 2014 bis Mai 2017 den ZOB am Hauptbahnhof. Sämtliche den Hauptbahnhof tangierende Buslinien – mit Ausnahme der nach Osten verkehrenden Linien SB67, 612, 622 und 628 – bedienten während des Umbaus diesen provisorischen ZOB. Er besaß zwei Bussteige 1 und 2 auf der für den Individualverkehr gesperrten Bundesallee (Bundesstraße 7), zwischen denen auch die Abstell- und Wendeanlage der Omnibusse lag, sowie zwei weitere Bussteige 3 und 4 auf der Südstraße. Seit der Verlegung des provisorischen ZOB an den Wall und die Morianstraße und der Wiedereinführung der Einbahnstraßenregelung am Wall wird die Haltestelle hauptsächlich nur noch in Richtung Wall angefahren.